# صموئيل كيسي
صموئيل كيسي هو سياسي كندي، ولد في 14 أغسطس 1788، وتوفي في 19 ديسمبر 1857.